# Internet van A tot Z
Zie ook de uitgebreidere categorie Computers.
Er is ook een Computers van A tot Z en een lijst van webbrowsers.

## #
3G -
4G -
4GL

## A
ADSL -
ADSL2 - 
Adware -
Affiliate marketing -
African Network Information Center -
Amaya -
American Registry for Internet Numbers -
Amsterdam Internet Exchange -
Animated gif -
Anoniem surfen -
APIPA - 
Applicatiehosting -
App Store (iOS) - 
ARPANET -
Asdf -
Autonoom systeem -
Autosurfprogramma

## B
Backbone -
Banner -
Tim Berners-Lee -
Bloggen -
BNIX - 
Brave (webbrowser) -
Broodkruimelnavigatie -
Browser

## C
Robert Cailliau - 
CERN Internet eXchange Point - 
Chatten -
ChatZilla - 
CIRC - 
Compact HTML -
Classless Inter-Domain Routing - 
Client -
Client-To-Client Protocol - 
Colloquy - 
Computer -
Computernetwerk - 
Computerworm - 
Contentmanagementsysteem - 
Tim Cook - 
Cookie -
CSS -
Cyberoorlog - 
Cyberpolitie-virus -
Cyberterrorisme

## D
DE-CIX -
Denial of service -
Dieplinken -
Differentiated Services Code Point - 
Direct Client-to-Client - 
Distributed denial of service - 
Domeinnaam -
Downloaden -
DNS -
Draadloos netwerk

## E
Electronic commerce -
E-mail -
Emoticons -
Ethernet - 
Euro-IX

## F
Firefox -
Firefox for mobile - 
Firewall -
floater -
forum -
Freenode -
FTP

## G
Galeon -
Bill Gates -
Geo-portaal -  
Geolocatiesoftware - 
Geoweb - 
Geschiedenis van het internet -
Geschiedenis van het internet in Nederland -
Geschiedenis van Wikipedia - 
Glasvezelaansluiting - 
Googelen - 
Google -
Google Chrome - 
Google Inc. - 
Google Play - 
Gopher

## H
homepage of hoofdpagina -
Hoax -
HTML -
HTTP -
HTTP Strict Transport Security - 
HTTPMU - 
HTTPS -
HTTPU -
Hyperlink

## I
ICQ -
I-mode -
Internet -
Internet Control Message Protocol - 
Internet der dingen - 
Internet Explorer -
Internet Explorer Mobile - 
Internet group management protocol - 
Internet Inter Orb Protocol - 
Internet Message Access Protocol - 
Internet protocol spoofing - 
Internet Protocol versie 4 - 
Internet Protocol versie 6 - 
Internetbankieren -
Internetforum -
Internetjargon -
Internetprovider -
IP -
IP-adres - 
IP-nummer -
IRC -
IRC-bot - 
Internet Service Provider (ISP) -
IS-IS -
ISO 3166 -
ISO 3166-1 -

## J
Jabber -
JavaScript - 
Steve Jobs - 
Juniper Networks - 
Junkmail

## K
Kabelinternet (Nederland) - 
Kabelmodem - 
Bob Kahn - 
K-line - 
Konqueror - 
Kopete - 
Kruimelpad

## L
Layout-engine - 
LAN -
Lijst van instant messengers - 
Lijst van internetjargon - 
Lijst van toegekende IPv4 /8-blokken - 
Lijst van topleveldomeinen op het internet - 
Lijst van zoekmachines - 
Linux - 
Linuxdistributie - 
London Internet Exchange - 
Lynx

## M
Maxthon -
Microsoft -
Microsoft Notification Protocol - 
Mobiel internet - 
Mobile IP - 
Modem -
Mosaic -
Mozilla -
MSN -
Multicast

## N
Satya Nadella - 
NDIX - 
Netscape -
Nettiquette -
Netwerk -
Network News Transfer Protocol - 
Newsreader -
Nieuwsgroep - 
NL-ix

## O
OAuth - 
Onafhankelijkheidsverklaring van cyberspace - 
Onion routing - 
Online opslagdienst - 
Ontgoogelen - 
Open Archives Initiative Protocol for Metadata Harvesting - 
Open Shortest Path First - 
Opera -
Opera Mini - 
Opera Mobile -
OSPF -
OWASP

## P
Packet over SONET/SDH - 
Pay-per-click - 
Peer-to-peer -
Pharming - 
Phishing - 
Planet Internet -
POSIX -
Privoxy -
Push-IMAP

## Q
QRpedia

## R
Ransomware - 
Real Time Streaming Protocol - 
Recht om vergeten te worden - 
Remote optical platform - 
RFC -
RFC 1918 - 
Router - 
Routing Information Protocol - 
RSS

## S
Safari - 
Second-level-domein - 
Semantisch web - 
Server - 
SILC (protocol) - 
Simple File Transfer Protocol - 
Simple Mail Transfer Protocol - 
Simple Network Management Protocol - 
Edward Snowden - 
SOCKS - 
Spam - 
SPDY - 
Spyware - 
Startpagina.nl - 
Stream Control Transmission Protocol - 
Subdomein

## T
TCP - 
TCP/IP - 
Thunderbird - 
Topleveldomein - 
Tor

## U
Uitgebreid gevalideerd SSL-certificaat - 
Unix - 
URL -
Usability -
Usenet -
Uploaden - 
Uploadsnelheid - 
Useragent

## V
vCard - 
VDSL - 
VDSL2 - 
Video on demand - 
Virtuele gemeenschap - 
Vlog - 
VoIP via de mobiele telefoon - 
Vrije internetwerkplaats - 
Vrijheid van informatie

## W

Wikipedia, een encyclopedie op het WWW

Jimmy Wales - 
Webcam - 
Webcamgirl - 
Webcamseks - 
W3C - 
Webbrowser - 
Webby Awards - 
Webdesign - 
Weblog - 
Webpagina - 
Webserver - 
Website - 
WebKit - 
WhatsApp - 
Wiki - 
WikiLeaks - 
Wikipedia - 
Wikipedia LC ℄ La comuna -
World Wide Web - 
World Wide Web Consortium - 
WWW

## X
X.500 - 
XS4ALL -
XORP

## Y
Yahoo! - 
YouTube

## Z
Zoekmachine -
Zon B.V. - 
Mark Zuckerberg